# إثيوبيا الإيطالية
كانت إثيوبيا الإيطالية (بالإيطالية: Etiopia italiana)، والتي تعرف أيضًا باسم الإمبراطورية الإيطالية لإثيوبيا، كيانًا إيطاليًا رسميًا لإقليم الإمبراطورية الإثيوبية المحتلّة. لم تكن إثيوبيا الإيطالية كيانًا إداريًا، ولكن الاسم الرسمي للإقليم السابق للإمبراطورية الإثيوبية التي شكّلت الآن محافظات أمهرة وهرار وغالا-سيدامو وسيوا بعد إنشاء شرق أفريقيا الإيطالية (Africa Orientale Italiana, AOI)
بعد الحرب الإيطالية الإثيوبية الثانية، التي وقعت إثيوبيا عقبها تحت احتلال إيطاليا الفاشية بقيادة بينيتو موسوليني، أُعلِنت الأراضي الإثيوبية جزءًا من شرق أفريقيا الإيطالية (AOI) في عام 1936، مع تأسيس أديس أبابا كعاصمةٍ لشرق أفريقيا الإيطالية وإعلان فيكتور إيمانويل الثالث إمبراطورًا على إثيوبيا.
بُنِيت البنية التحتية لربط المدن الكبرى والسكك الحديدية والشركات العامة والخاصة والسدود التي توفّر الطاقة والمياه خلال الحكم الإيطالي؛ وبالتالي كان هذا، إلى جانب تدفّق المستوطنين والعمال الإيطاليين، السبب الرئيسي للنمو الحضري السريع. كما ألغت الحكومة الإيطالية العبودية، وهي ممارسةٌ كانت سائدة في البلاد منذ قرون.
حرّرت قوات الحلفاء إثيوبيا، بشكلٍ رئيسي من الإمبراطورية البريطانية، في حملة شرق أفريقيا خلال الحرب العالمية الثانية في عام 1941، لكن حرب العصابات الإيطالية استمرّت حتى عام 1943. على الرغم من عودة الإمبراطور هيلا سيلاسي من منفاه والاعتراف بالسيادة الإثيوبية بتوقيع اتفاقية الأنجلو إثيوبية في ديسمبر 1944، بقيت بعض المناطق تحت الاحتلال البريطاني لعدة سنواتٍ أخرى. اعترفت إيطاليا بسيادة إثيوبيا واستقلالها وتخلت عن جميع المطالبات المتعلقة بالمصالح أو النفوذ الخاص في ذلك البلد بموجب معاهدة السلام مع إيطاليا (1947). بقي العديد من المستوطنين الإيطاليين لعقودٍ من الزمن بعد حصولهم على عفوٍ كامل من الإمبراطور سيلاسي، إذ رأى فيهم فرصةً لمواصلة جهود التحديث في البلاد.

## خصائصها
كانت إثيوبيا الإيطالية جزءً من شرق أفريقيا الإيطالية التي أُنشِئت حديثًا اعتبارًا من 1 يونيو 1936، وكانت تتألّف إداريًا من أربع محافظات: أمهرة وهرار وغالا-سيدامو وسيوا. كانت محافظة سيوا تعرف في الأصل باسم أديس أبابا، ولكن جرت توسعتها في نوفمبر 1938 مع ضمِّ أجزاءٍ من المحافظات المجاورة لهرار وغالا-سيدامو وأمهرة. كانت كل محافظة واقعةً تحت سلطة حاكمٍ إيطالي مسؤولٌ أمام نائب الملك الإيطالي الذي مثّل الإمبراطور فيكتور إيمانويل الثالث.
تبلغ مساحة إثيوبيا الإيطالية 790 ألف كيلومتر مربع (305 ألف ميل مربع) ويبلغ عدد سكانها 9,450,000 نسمة، مما أدّى إلى كثافةٍ قدرها 12 نسمة لكل كيلومتر مربع (31/ميل مربع)
أُضيفت بعض أراضي مملكة إثيوبيا المهزومة إلى إريتريا الإيطالية والصومال الإيطالي داخل شرق أفريقيا الإيطالية. ولم يكن ذلك لمجرّد أن السكان الإريتريين والصوماليين كانوا يسكنونهم على التوالي وحسب، بل كمكافأةٍ لجنودهم الاستعماريين الذين قاتلوا في الجيش الإيطالي ضد قوات النجاشي.
العملة المستخدمة هي الليرة الإيطالية لشرق أفريقيا: كانت الليرة أوي أوراقًا نقدية خاصة بقيمة 50 ليرة و100 ليرة متداولة في شرق أفريقيا الإيطالية بين عامي 1938 و1941:

## تاريخها

### الغزو والاحتلال
انقطع حكم الإمبراطور هيلا سيلاسي في 3 أكتوبر 1935 عندما أقدمت القوات الإيطالية، بتوجيهٍ من الدكتاتور بينيتو موسوليني، بغزو إثيوبيا واحتلالها.
احتلّوا العاصمة، أديس أبابا، في 5 مايو 1936. ناشد الإمبراطور هيلا سيلاسي عصبة الأمم للمساعدة في مقاومة الإيطاليين. ومع ذلك، وقعت البلاد في اسر الاحتلال رسميًا في 9 مايو 1936 وذهب الإمبراطور إلى المنفى.
كانت الحرب مليئةً بالوحشية: استخدم الإثيوبيون الرصاص المتفجِّر أو رصاص الدمدم (المحظور بموجب اتفاقية لاهاي لعام 1899، والإعلان الرابع، 3) واستخدم الإيطاليون الغاز (المحظور بموجب بروتوكول جنيف لعام 1922). قُتل العديد من الإثيوبيين خلال الغزو. زعم النجاشي أن أكثر من 5 آلاف مقاتل إثيوبي قتلوا مقابل 1,537 إيطاليًا فقط، بينما قدّرت السلطات الإيطالية أن 16 ألف إثيوبي و2700 إيطالي (بما في ذلك القوات الاستعمارية الإيطالية) لقوا حتفهم في المعركة.
كان المارشال رودولفو غراتسياني، الذي حلّ محل المارشال بادوليو كنائبٍ لشرق أفريقيا الإيطالية في مايو 1936، سريع الغضب ويميل لممارسة العنف وارتكاب الفظائع التي تضاعفت تحت إدارته. بعد هجومٍ فاشل شنّه المتمردون على أديس أبابا في 28 يوليو 1936، ألقى القبض على رئيس أساقفة ديسي، الذي اشتبه في ضلوعه في الهجوم، ليطلق النار عليه في ظهيرة ذلك اليوم. أعلن جميع الإثيوبيين المقاومين «قطاع طرق» وأمر بإطلاق النار عليهم عند القبض عليهم. وافق موسوليني على القرار لكنه طلب إبقاء الأمر سرًّا. قبض ردودولفو غراتسياني على 1600 جنديٍ متمرّد استسلموا وأعدِموا سريعًا على يد فرق إطلاق الناربعد هزيمة المتمردين بقيادة راس ديستا في الجزء الغربي من البلاد في أواخر ديسمبر 1936. أُحرِقت القرى التي كانت صديقةً لديستا وتحوّلت إلى رماد وأُطلِقت النيران على النساء والأطفال. أُعدم ديستا وغيره من قادة المتمرّدين المأسورين في فبراير 1937. نفّذ الإيطاليون العديد من الأعمال الإرهابية الأخرى خلال هذه الفترة. أطلقت الشرطة والجنود، خوفًا من انتفاضةٍ عامة، النار عشوائيًا على الحشد عقب محاولة اغتيالٍ دموية لغراتسياني ومسؤولين إيطاليين آخرين على يد إريتريين اثنين خلال احتفالٍ بعيد ميلاد أمير نابولي في 19 فبراير 1937. أُطلِقت النار على المارّة الأبرياء. دخل الإيطاليون، بقيادة القمصان السوداء (الميليشيا التطوعية للأمن القومي)، في حالةٍ من الهيجان والقتل والتدمير في جميع أنحاء أديس أبابا في الأيام الثلاثة التالية. أُعدِم أكثر من 5 آلاف شخص بتهمة ارتكاب جرائم مزعومة متصلة بمحاولة اغتيال غراتسياني بحلول نهاية عام 1937. وكان من بينهم جميع الإثيوبيين الشباب المتعلّمين الذين وقعت أيدي الإيطاليين عليهم وجميع ضباط وطلاب أكاديمية هوليتا العسكرية. أقدم نائب الملك الإيطالي على اعتقال نسّاكٍ وعرّافين ومُنشدين مسافرين وعمَدَ على إعدامهم. مقتنعًا بأن رجال الدين الكبار كانوا على علمٍ بالمؤامرة، أعدم الكثير منهم أيضًا. أمر بقتل 297 راهبًا من دير ديبريه ليبانوس و 23 شخصًا آخر يشتبه في تورّطهم في مايو 1937. كما أُعدِم أكثر من 100 من الشمامسة والطلاب. أُرسِل بضع مئاتٍ من الرهبان إلى معسكرات الاعتقال. حلّ دوق أوستا الأكثر إنسانية مكان نائب الملك الإيطالي غراتسياني أخيرًا في نوفمبر 1938، الذي وضع حدًا للفظائع الوحشية التي كان لها تأثير تعاظم المقاومة للهيمنة الإيطالية.